# Козя-Весь
Козя-Весь (пол. Kozia Wieś) — село в Польщі, у гміні Красоцин Влощовського повіту Свентокшиського воєводства.
Населення — 232 особи (2011).
У 1975-1998 роках село належало до Келецького воєводства.

## Демографія
Демографічна структура на день 31 березня 2011 року:
|          | Загалом | Допрацездатний вік | Працездатний вік | Постпрацездатний вік |
| -------- | ------- | ------------------ | ---------------- | -------------------- |
| Чоловіки | 118     | 21                 | 76               | 21                   |
| Жінки    | 114     | 24                 | 60               | 30                   |
| Разом    | 232     | 45                 | 136              | 51                   |